# 科拉莱斯
科拉莱斯，是西班牙卡斯蒂利亚-莱昂萨莫拉省的一个市镇。 总面积76平方公里，总人口1097人（2001年），人口密度14人/平方公里。